# Abierto de China (snooker)
El Abierto de China es un torneo de snooker, profesional y de ranking, que se celebra en diferentes puntos de China desde 1997. La pandemia de COVID-19 ha obligado a suspender las ediciones de 2020, 2021 y 2022.
Neil Robertson defenderá en la próxima edición que se celebre el título conseguido en 2019 al imponerse por 11-4 a Jack Lisowski en la final.

## Historia

### Ganadores
| Año                                    | Ganador                                          | Resultado                                        | Subcampeón                                       | Sede                                             | Referencias |
| -------------------------------------- | ------------------------------------------------ | ------------------------------------------------ | ------------------------------------------------ | ------------------------------------------------ | ----------- |
| Internacional de China (de invitación) |                                                  |                                                  |                                                  |                                                  |             |
| 1997                                   | Steve Davis                                      | 7-4                                              | Jimmy White                                      | Pekín                                            | [ 3 ]       |
| Internacional de China (de ranking)    |                                                  |                                                  |                                                  |                                                  |             |
| 1999                                   | John Higgins                                     | 9-3                                              | Billy Snaddon                                    | Shanghái                                         | [ 4 ]       |
| Abierto de China (de ranking)          |                                                  |                                                  |                                                  |                                                  |             |
| 1999                                   | Ronnie O'Sullivan                                | 9-2                                              | Stephen Lee                                      | Pekín                                            | [ 5 ]       |
| 2000                                   | Ronnie O'Sullivan                                | 9-3                                              | Mark Williams                                    | Shenzhen                                         | [ 6 ]       |
| 2002                                   | Mark Williams                                    | 9-8                                              | Anthony Hamilton                                 | Shanghái                                         | [ 7 ]       |
| 2005                                   | Ding Junhui                                      | 9-5                                              | Stephen Hendry                                   | Pekín                                            | [ 8 ]       |
| 2006                                   | Mark Williams                                    | 9-8                                              | John Higgins                                     | Pekín                                            | [ 9 ]       |
| 2007                                   | Graeme Dott                                      | 9-5                                              | Jamie Cope                                       | Pekín                                            | [ 10 ]      |
| 2008                                   | Stephen Maguire                                  | 10-9                                             | Shaun Murphy                                     | Pekín                                            | [ 11 ]      |
| 2009                                   | Peter Ebdon                                      | 10-8                                             | John Higgins                                     | Pekín                                            | [ 12 ]      |
| 2010                                   | Mark Williams                                    | 10-6                                             | Ding Junhui                                      | Pekín                                            | [ 13 ]      |
| 2011                                   | Judd Trump                                       | 10-8                                             | Mark Selby                                       | Pekín                                            | [ 14 ]      |
| 2012                                   | Peter Ebdon                                      | 10-9                                             | Stephen Maguire                                  | Pekín                                            | [ 15 ]      |
| 2013                                   | Neil Robertson                                   | 10-9                                             | Mark Selby                                       | Pekín                                            | [ 16 ]      |
| 2014                                   | Ding Junhui                                      | 10-5                                             | Neil Robertson                                   | Pekín                                            | [ 17 ]      |
| 2015                                   | Mark Selby                                       | 10-2                                             | Gary Wilson                                      | Pekín                                            | [ 18 ]      |
| 2016                                   | Judd Trump                                       | 10-4                                             | Ricky Walden                                     | Pekín                                            | [ 19 ]      |
| 2017                                   | Mark Selby                                       | 10-8                                             | Mark Williams                                    | Pekín                                            | [ 20 ]      |
| 2018                                   | Mark Selby                                       | 11-4                                             | Barry Hawkins                                    | Pekín                                            | [ 21 ]      |
| 2019                                   | Neil Robertson                                   | 11-4                                             | Jack Lisowski                                    | Pekín                                            | [ 2 ]       |
| 2020                                   | Ediciones canceladas por la pandemia de COVID-19 | Ediciones canceladas por la pandemia de COVID-19 | Ediciones canceladas por la pandemia de COVID-19 | Ediciones canceladas por la pandemia de COVID-19 | [ 1 ]       |
| 2021                                   | Ediciones canceladas por la pandemia de COVID-19 | Ediciones canceladas por la pandemia de COVID-19 | Ediciones canceladas por la pandemia de COVID-19 | Ediciones canceladas por la pandemia de COVID-19 | [ 1 ]       |
| 2022                                   | Ediciones canceladas por la pandemia de COVID-19 | Ediciones canceladas por la pandemia de COVID-19 | Ediciones canceladas por la pandemia de COVID-19 | Ediciones canceladas por la pandemia de COVID-19 | [ 1 ]       |